# Vízmodell

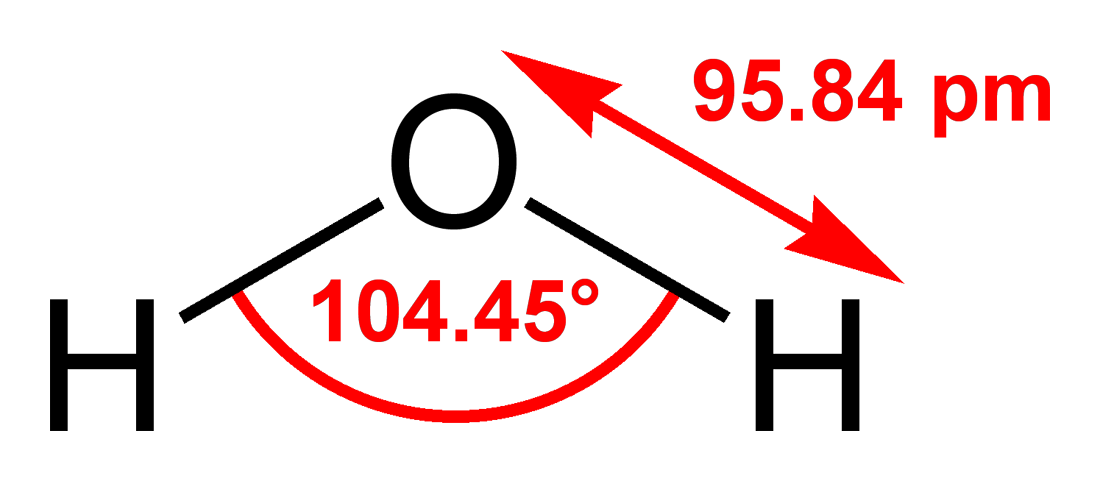
Egy vízmodell a geometriai, elektromos töltéseivel és a Lennard-Jones paramétereivel definiálható

A számítógépes kémiában a vízmodellek a molekulákra ható vízkörnyezet figyelembevételére, a hidratáció leírására szolgálnak. Vízklaszterek, vizes oldatok és a folyékony víz szerkezeti és termodinamikai viszonyai írhatók le segítségükkel. A modellalkotáshoz szükséges paramétereket kvantumkémiai számításokból, molekulamechanikai szimulációkból, kísérleti adatokból, valamint ezek kombinációjából származtatják. Nagyszámú vízmodell létezik, amelyeket az alábbi tulajdonságaik alapján csoportosíthatunk:
1. konkrét vízmolekulák jelenléte szerint: explicit, implicit vagy hibrid vízmodell (explicit-implicit vízmodell)
2. a bennük lévő kölcsönhatási pontok száma szerint: 2-6, vagy akár több (pl. BK3 vízmodell[1]) kölcsönhatási ponttal bíró vízmodellek
3. a vízmodell rigiditása szerint: merev vagy flexibilis vízmodellek
4. a vízmodell polarizálhatósága szerint: nem-polarizálható, polarizálható vízmodellek.

## Implicit vízmodell
Olyan kvantumkémiai vagy molekulamechanikai számolásban, ahol a vízkörnyezetet folytonos modell segítségével veszik figyelembe, az egyedi vízmolekulák nincsenek reprezentálva, csak az általuk kiváltott átlagolt hatás jelentkezik. Ilyen egyszerű modellek a polarizálható kontinuum modellek (PCM). Ezen modellek sok esetben nem képesek reprodukálni a kísérleti értékeket, mivel az erősen kötött vizeket a kiátlagolás teljesen elhanyagolja. Az implicit vízmodellek hatékonysága kisszámú explicit víz segítségével javítható (hibrid modell).

## Explicit vízmodell
Olyan kvantumkémiai vagy molekulamechanikai számolásban, ahol a vízkörnyezetet annak szerkezetével reprezentálja. A modellek a kölcsönhatási pontok száma szerint csoportosíthatóak. Jellemző hogy a kölcsönhatási pontok egybeesnek vízmolekula valamely atomjával (H, O), de ez nem szükségszerű (M vagy L). Néhány modelltípus az oxigén nemkötő elektronpárjait (L) szintén kölcsönhatási pontokkal reprezentálja.

## 3 kölcsönhatási ponttal bíró modellek
Az alábbi táblázatban a legfontosabb 3 kölcsönhatási ponttal bíró modellek paramétereit tartalmazza.
| TIPS                 | SPC    | TIP3P  | SPC/E  | SPC/E   |
| r(OH), Å             | 0,9572 | 1,0    | 0,9572 | 1,0     |
| HOH, fok             | 104,52 | 109,47 | 104,52 | 109,47  |
| × 10-3, kcal Å12/mol | 580,0  | 629,4  | 582,0  | 629,4   |
| B, kcal Å6/mol       | 525,0  | 625,5  | 595,0  | 625,5   |
| q(O)                 | -0,80  | -0,82  | -0,834 | -0,8476 |
| q(H)                 | +0,40  | +0,41  | +0,417 | +0,4238 |

Az SPC/E modell tartalmaz egy átlagos polarizáció korrekciót is:

### Flexibilis SPC vízmodell

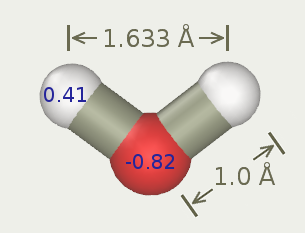
Flexibilis SPC vízmodell geometriai paraméterei és atomi töltései

### További modellek
- Ferguson (flexibilis modell SPC)
- CVFF (flexibilis modell)
- MG (rugalmas, disszociatív)
- KKY potenciál (flexibilis modell).
- BLXL (nem ponttöltéses potenciál).

## 4 kölcsönhatási ponttal bíró modellek
| Paraméterek          | BF    | TIPS2  | TIP4P  | TIP4P-Ew | TIP4P/ICE | TIP4P/2005 | OPC     | TIP4P-D |
| -------------------- | ----- | ------ | ------ | -------- | --------- | ---------- | ------- | ------- |
| r(OH), Å             | 0,96  | 0,9572 | 0,9572 | 0,9572   | 0,9572    | 0,9572     | 0,8724  | 0,9572  |
| HAHH, fok            | 105,7 | 104,52 | 104,52 | 104,52   | 104,52    | 104,52     | 103,6   | 104,52  |
| r(OM), Å             | 0,15  | 0,15   | 0,15   | 0,125    | 0,1577    | 0,1546     | 0,1594  | 0,1546  |
| × 10-3, kcal Å12/mol | 560,4 | 695,0  | 600,0  | 656,1    | 857,9     | 731,3      | 865,1   | 904,7   |
| B, kcal Å6/mol       | 837,0 | 600,0  | 610,0  | 653,5    | 850,5     | 736,0      | 858,1   | 900,0   |
| q(M)                 | -0,98 | -1,07  | -1,04  | -1,04844 | -1,1794   | -1,1128    | -1,3582 | -1,16   |
| q(H)                 | +0,49 | +0,535 | +0,52  | +0,52422 | +0,5897   | +0,5564    | +0,6791 | +0,58   |

- TIP4PF (flexibilis)

## 5 kölcsönhatási ponttal bíró modellek
| BNS                  | ST2      | TIP5P   | TIP5P-E |        |
| -------------------- | -------- | ------- | ------- | ------ |
| r(OH), Å             | 1,0      | 1,0     | 0,9572  | 0,9572 |
| HOH, fok             | 109,47   | 109,47  | 104,52  | 104,52 |
| r(OL), Å             | 1,0      | 0,8     | 0,70    | 0,70   |
| LOL, fok             | 109,47   | 109,47  | 109,47  | 109,47 |
| × 10-3, kcal Å12/mol | 77,4     | 238,7   | 544.5   | 554,3  |
| B, kcal Å6/mol       | 153,8    | 268,9   | 590.3   | 628,2  |
| q(L)                 | -0,19562 | -0,2357 | -0.241  | -0,241 |
| q(H)                 | +0,19562 | +0,2357 | +0.241  | +0,241 |
| RL, Å                | 2,0379   | 2,0160  |         |        |
| RU, Å                | 3,1877   | 3,1287  |         |        |

A BNS, ST2 modellek a Coulomb-törvényt a S(r) függvénnyel módosítva veszik figyelembe, oly módon hogy az kis távolságok esetén leskálázza:
{\displaystyle }